# Harpyia
|  | No s'ha de confondre amb Harpia harpyja. |

Harpyia és un gènere de lepidòpters ditrisis de la família dels notodòntids (Notodontidae).

## Llista d'espècies
- Harpyia assymetria Schintlmeister i Fang, 2001.
- Harpyia microsticta (Swinhoe, 1892).
- Harpyia milhauseri (Fabricius, 1775)
- Harpyia powelli (Oberthür, 1912)
- Harpyia tokui Sugi, 1977.
- Harpyia umbrosa (Staudinger, 1892).

## Galeria

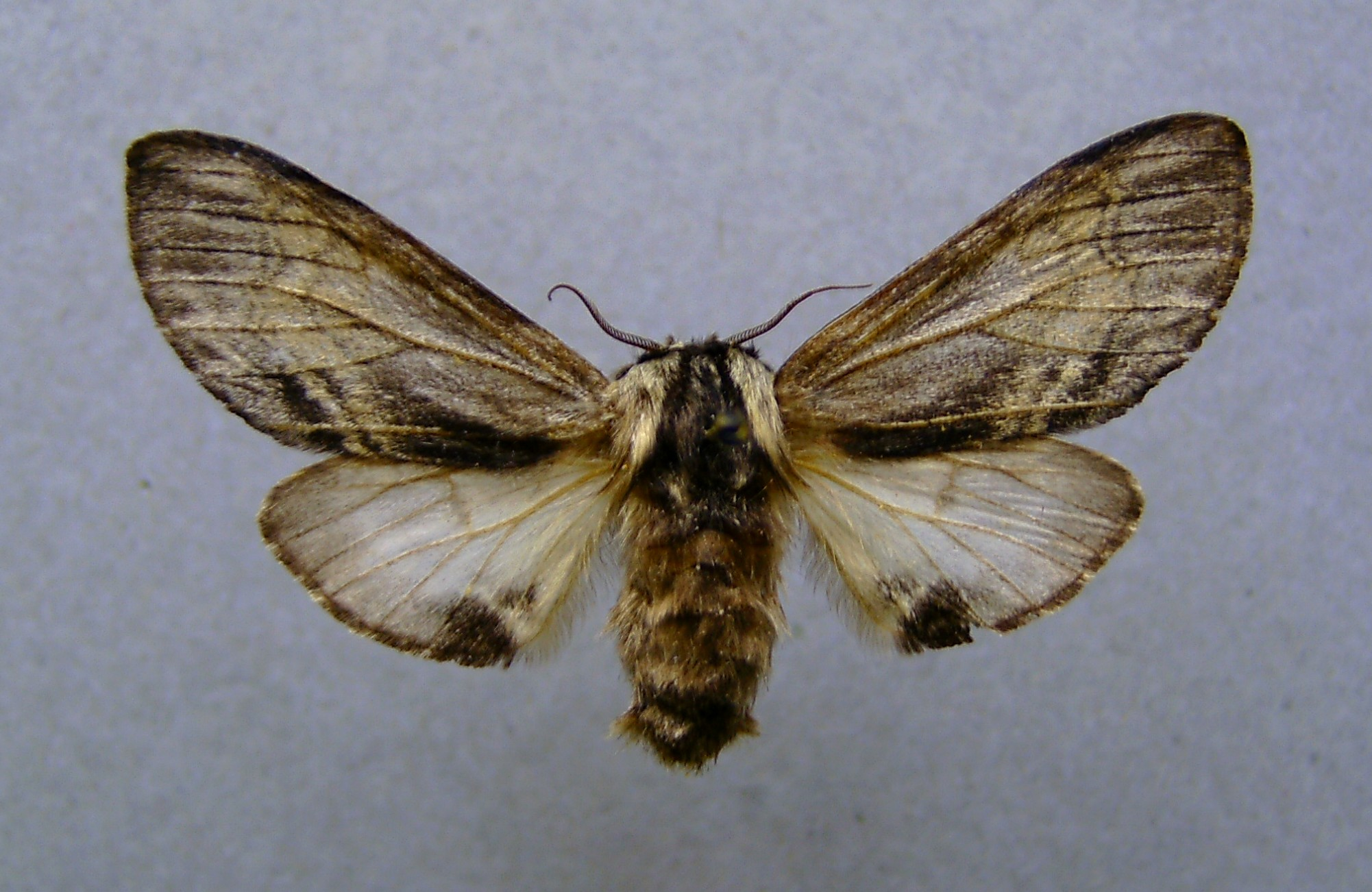
Harpyia milhauseri
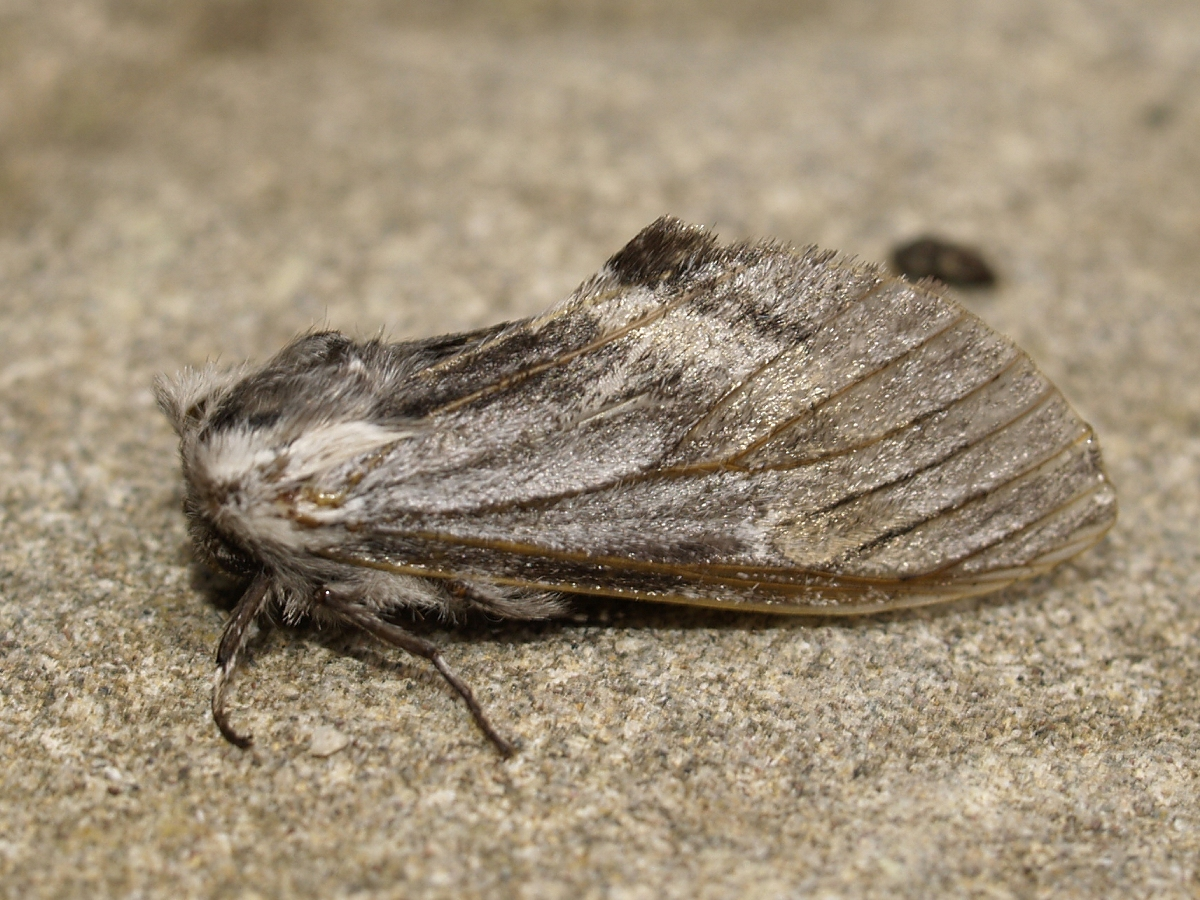
Harpyia milhauseri
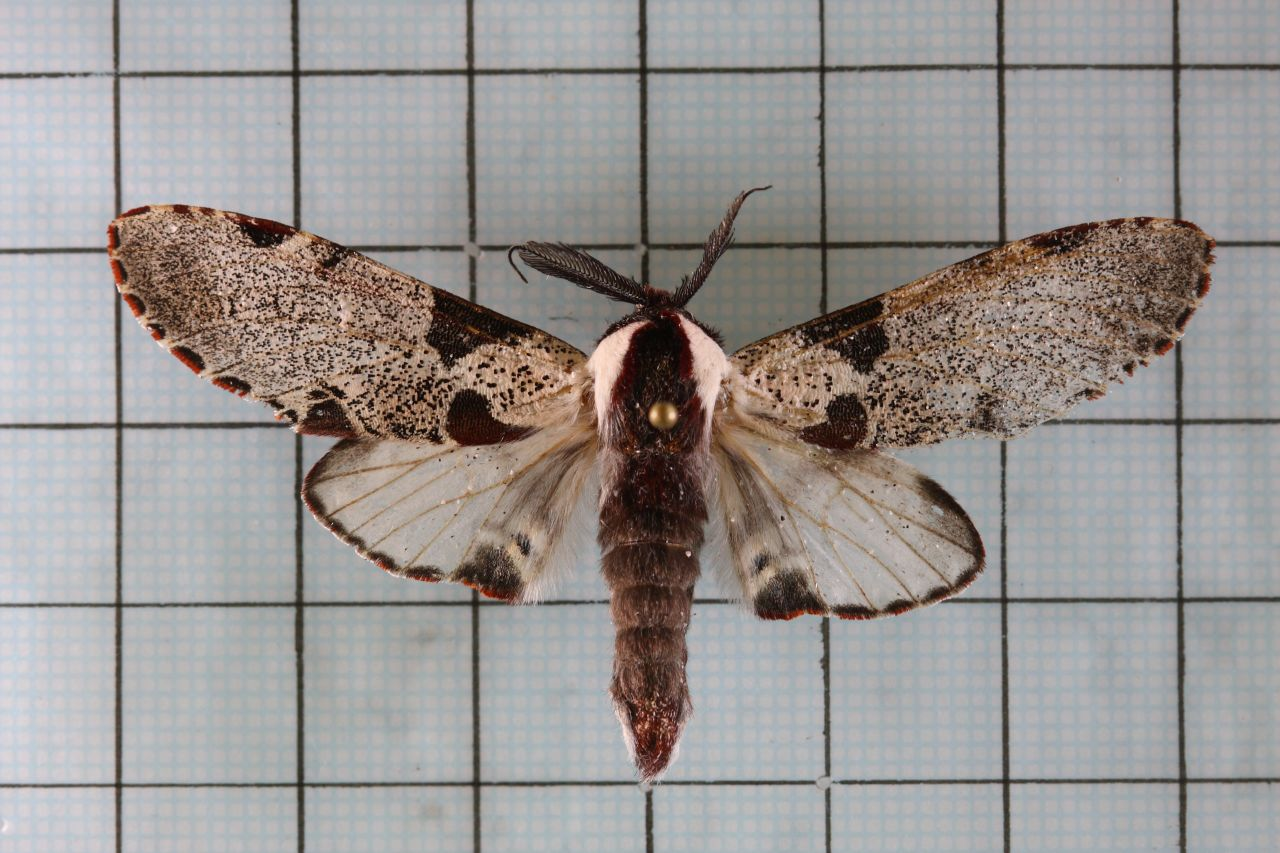
Harpyia longipennis
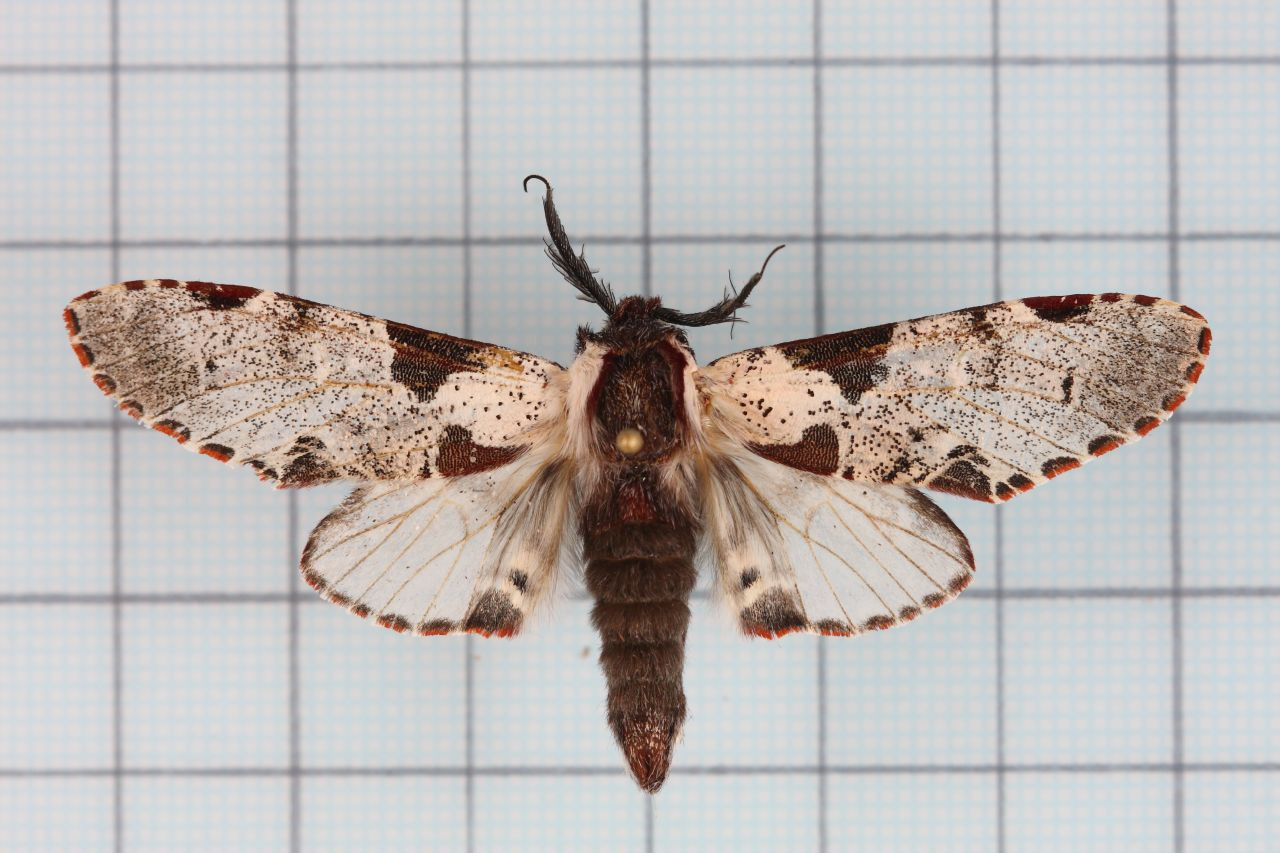
Harpyia longipennis